# Omaspides clathrata
Omaspides clathrata es una especie de insecto coleóptero de la familia Chrysomelidae.
Fue descrita científicamente en 1758 por Carolus Linnaeus.